# صلاح تيزاني
صلاح تيزاني (18 أبريل 1928- ): ممثل كوميدي تلفزيوني لبناني، اشتهر باسم «أبوسليم» نسبة إلى شخصية بطل مسلسلاته أبو سليم الطبل الكوميدي.

## نبذة
ولد صلاح الدين محمد أمين تيزاني يوم 18 أبريل 1928 في مدينة طرابلس شمالي لبنان. بدأ أعماله الفنية على مسارح طرابلس ومدارسها بأدوار كوميدية. أنتج مسلسلات كوميدية تلفزيونية مع انطلاق تلفزيون لبنان عام 1959 وبقي يقدمها مع فرقته التي عرفت بفرقة «أبو سليم» بشكل أسبوعي دائم حتى سنة 1975 وتوقف العرض لسنوات بسبب الحرب اللبنانية. وعاد إلى متابعتها في التسعينات بشكل متطور مع إضافة الغناء إلى موضوعاته. وفي عام 2000 انتج تلفزيون دبي سلسلة جديدة بنفس الشخصيات. مثَّل في مسرحيات الأخوين الرحباني مع فيروز.

## أعماله

### مسلسلات تلفزيونية
- سيارة الجمعية
- كل يوم حكاية
- الأبواب السبعة
- المليونير المزيف
- فندق السعادة
- أبو سليم 2000
- أبو وسام

### مسرحيات
- المسافر
- نعيم وفهيم
- سفربرلك
- بنت الحارس
- فخرالدين

### أفلام
- أبو سليم في المدينة للمخرج حسيب شمس
- أبوسليم في أفريقيا
- سفربرلك

## وصلات خارجية
- صلاح تيزاني على موقع IMDb (الإنجليزية)
- صلاح تيزاني على موقع قاعدة بيانات الفيلم (الإنجليزية)
- أبو سليم الطبل راجع... على الموضة! (نسخة محفوظة 20 يونيو 2008 على موقع واي باك مشين.)
- فندق السعادة - من أقدم مسلسلات القناة الاولى - يوتيوب على يوتيوب
- خطاب جائزة موريسك دور - يوتيوب على يوتيوب